# Campionati mondiali di pugilato dilettanti femminile 2014
I Campionati mondiali di pugilato dilettanti femminile del 2014 si sono svolti, sotto la direzione dell'AIBA, a Jeju, Corea del Sud, dal 16 al 25 novembre. Gli incontri si sono disputati presso lo Halla Gymnasium di Jeju.
Il torneo era stato inizialmente assegnato alla città di Edmonton, in Canada, e si sarebbe svolto tra settembre ed ottobre 2014. La federazione canadese tuttavia non è stata in grado di trovare una struttura che potesse ospitare la competizione nelle date proposte dalla AIBA e ha dovuto ritirare la candidatura a favore dell'impianto sportivo sud-coreano.

## Calendario
La tabella sottostante riporta il calendario delle competizioni:
| Novembre |    |    |    |    |    |    |    |    |    |    |    |
| 14       | 15 | 16 | 17 | 18 | 19 | 20 | 21 | 22 | 23 | 24 | 25 |
| A        | A  | C  |    |    |    | 16 | QF |    | SF | F  | P  |

|  | Arrivo/Partenza delegazioni |  | Cerimonia di apertura |  | Preliminari, sedicesimi, quarti, semifinali |  | FINALI |

Il 22 novembre è stato osservato un giorno di riposo.

## Risultati
| Categoria                  | Oro                         | Argento                   | Bronzo                                           |
| Pesi Mosca Leggeri (kg 48) | Nazym Kazibay (KAZ)         | Sarjubala Devi (IND)      | Chuthamat Raksat (THA) Madoka Wada (JPN)         |
| Pesi Mosca (kg 51)         | Marlen Esparza (USA)        | Lisa Whiteside (ENG)      | Terry Gordini (ITA) Clelia Marques (BRA)         |
| Pesi Gallo (kg 54)         | Stanimira Petrova (BUL)     | Marzia Davide (ITA)       | Ayşe Taş (TUR) Elena Savelyeva (RUS)             |
| Pesi Piuma (kg 57)         | Zinaida Dobrynina (RUS)     | Nesthy Petecio (PHI)      | Tiara Brown (USA) Alessia Mesiano (ITA)          |
| Pesi Leggeri (kg 60)       | Katie Taylor (IRL)          | Yana Alekseeva (AZE)      | Yin Junhua (CHN) Estelle Mossely (FRA)           |
| Pesi Superleggeri (kg 64)  | Anastasiia Beliakova (RUS)  | Sandy Ryan (ENG)          | Shim Hee-jung (KOR) Sudaporn Seesondee (THA)     |
| Pesi Welter (kg 69)        | Atheyna Bylon (PAN)         | Saadat Abdulaeva (RUS)    | Elena Vystropova (AZE) Erika Guerrier (FRA)      |
| Pesi Medi (kg 75)          | Claressa Shields (USA)      | Li Qian (CHN)             | Nouchka Fontijn (NED) Ariane Fortin (CAN)        |
| Pesi Mediomassimi (kg 81)  | Yang Xiaoli (CHN)           | Saweety (IND)             | Anastasiia Chernokolenko (UKR) Elif Güneri (TUR) |
| Pesi Massimi (kg +81)      | Zenfira Magomedalieva (RUS) | Lazzat Kungeibayeva (KAZ) | Wang Shijin (CHN) Emine Bozduman (TUR)           |

## Medagliere
| Posizione | Paese         | Oro | Argento | Bronzo | Totale |
| --------- | ------------- | --- | ------- | ------ | ------ |
| 1         | Russia        | 3   | 1       | 1      | 5      |
| 2         | Stati Uniti   | 2   | 0       | 1      | 3      |
| 3         | Cina          | 1   | 1       | 2      | 4      |
| 4         | Kazakistan    | 1   | 1       | 0      | 2      |
| 5         | Bulgaria      | 1   | 0       | 0      | 1      |
| 5         | Irlanda       | 1   | 0       | 0      | 1      |
| 5         | Panama        | 1   | 0       | 0      | 1      |
| 8         | Inghilterra   | 0   | 2       | 0      | 2      |
| 8         | India         | 0   | 2       | 0      | 2      |
| 10        | Italia        | 0   | 1       | 2      | 3      |
| 11        | Azerbaigian   | 0   | 1       | 1      | 2      |
| 12        | Filippine     | 0   | 1       | 0      | 1      |
| 13        | Turchia       | 0   | 0       | 3      | 3      |
| 14        | Francia       | 0   | 0       | 2      | 2      |
| 14        | Thailandia    | 0   | 0       | 2      | 2      |
| 16        | Brasile       | 0   | 0       | 1      | 1      |
| 16        | Canada        | 0   | 0       | 1      | 1      |
| 16        | Corea del Sud | 0   | 0       | 1      | 1      |
| 16        | Giappone      | 0   | 0       | 1      | 1      |
| 16        | Paesi Bassi   | 0   | 0       | 1      | 1      |
| 16        | Ucraina       | 0   | 0       | 1      | 1      |
| Totale    | Totale        | 10  | 10      | 20     | 40     |

  Nazione ospitante 